# カラム・ダヴェンポート

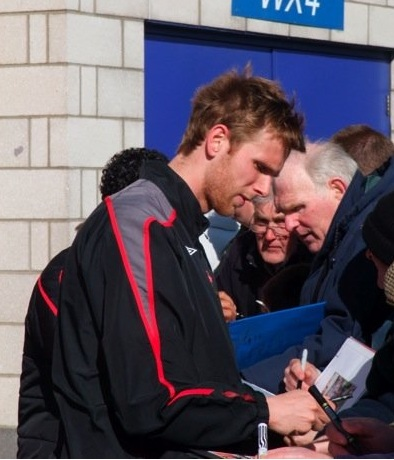
カラム・ダヴェンポート

カラム・レイモンド・ポール・ダヴェンポート（Calum Raymond Paul Davenport, 1983年1月1日 - ）は、イングランド、ベッドフォードシャー州ベッドフォード出身の元サッカー選手。現役時代のポジションはディフェンダー。U-21イングランド代表歴あり。

## 経歴
コヴェントリー・シティFCでプロデビューし、2004-2005シーズンにトッテナム・ホットスパーFCへ移籍。2005-06シーズン後半から怪我がちなレドリー・キングの代わりとして出場機会が増えたが、キングの抜けた穴を完全に埋めるところまでは至らなかった。
その後2007年にウェストハム・ユナイテッドFCへ完全移籍した。2009年8月22日、自身の姉妹のボーイフレンドに両脚を刺され50％の失血をする重傷を負い救急搬送された。緊急手術を受け命に別状はなかったが、翌年3月17日にクラブとの双方合意に基づき契約を解除した。先述の事件で自身にも姉妹に対する暴行の嫌疑が掛けられていたが、後にその疑いは晴れた。
ベッドフォードシャー・カウンティ・フットボールリーグ・ディヴィジョン1（実質12部相当）のエルストウ・アビーFCでプレーしていた2015年3月、試合後にチームメイトを暴行した容疑で逮捕された。

## 所属クラブ
- コヴェントリー・シティFC 2001-2004
- トッテナム・ホットスパーFC 2004-2007

→  ウェストハム・ユナイテッドFC 2004 (loan)
→  サウサンプトンFC 2004 (loan)
→  ノリッジ・シティFC 2005 (loan)
- ウェストハム・ユナイテッドFC 2007.1-2010

→  ワトフォードFC 2008 (loan)
→  サンダーランドAFC 2009 (loan)
- ウットン・ブルー・クロスFC 2010-2012
- エルストウ・アビーFC 2014-2015